# Notices of the American Mathematical Society
Die Notices of the American Mathematical Society (nach ISO 4 abgekürzt Not. Am. Math. Soc.) sind die Mitgliedszeitschrift der American Mathematical Society (AMS), die monatlich (bis auf die Juni/Juli-Ausgabe) seit 1953 erscheinen.
Veröffentlicht werden Übersichtsartikel zur Mathematik im weitesten Sinn einschließlich kultureller Einflüsse der Mathematik, Mitteilungen von allgemeinem Interesse für die Mitglieder der AMS (zum Beispiel auch Nachrichten und Anzeigen von Preisverleihungen, Termine, Stellenausschreibungen), Rezensionen von Büchern und Medien, ausführliche Nachrufe, Meinungskolumnen und Interviews.
Anfangs erschienen sieben Ausgaben im Jahr und es wurden Zusammenfassungen von Vorträgen auf den Treffen der AMS veröffentlicht.
Alle Hefte ab 1995 sind online frei zugänglich. Die Mitglieder der AMS (rund 30.000 weltweit) erhalten die Zeitschrift kostenlos.
Die ISSN ist ISSN 0002-9920.